# قامزبرگ
قامزبرگ (به لاتین: Ghaamsberg) یک کوه در آفریقای جنوبی است که در کیپ شمالی واقع شده‌است. قامزبرگ ۱٬۱۴۸ متر بالاتر از سطح دریا واقع شده‌است.